# Paradise Circus
Paradise Circus è un singolo promozionale del gruppo musicale trip hop britannico Massive Attack, pubblicato nel 2010.

## Descrizione
Paradise Circus è stato inciso in collaborazione con Hope Sandoval, cantautrice e membro dei Mazzy Star.
Grant Marshall ha composto questo brano quando lavorava con i Robot Club, separatamente da Robert Del Naja. Marshall in questo progetto compose anche quella che sarebbe diventata Saturday Come Slow. 
Il successo del brano ha spinto la BBC a chiedere i permessi per poterlo utilizzare come sigla per la serie televisiva Luther. Paradise Circus può essere ascoltato anche in Gossip Girl, Misfits (stagione 2, episodio 4), Revenge (stagione 2, episodio 6), Quantico (stagione 1, episodio 1) e True Blood (stagione 3, episodio 4), oltre allo spot Dominoes del 2011 per la Citroën C5.
La versione estesa dell'album Heligoland contiene anche una versione del brano remixata da Gui Boratto. Inoltre il singolo del 2011 Four Walls possiede come lato B una versione di Paradise Circus remixata dal musicista britannico Burial.

## Video musicale
Il videoclip del brano è uno dei mini-film promozionali pubblicati per l'album Heligoland. Il video mostra un'ormai anziana Georgina Spelvin che descrive il rapporto sessuale orientato alla ripresa cinematografica, ponendo enfasi sulla sua eccitazione erotica dovuta alla telecamera. Il video contiene scene sessualmente esplicite.

## Tracce
1. Paradise Circus – 4:57 (testo: Hope Sandoval – musica: Grant Marshall)

Remix
1. Paradise Circus (Gui Boratto Remix) – 8:08
2. Paradise Circus (Gui Boratto Dub) – 7:48

## Classifiche
| Classifica                                    | Posizione massima |
| --------------------------------------------- | ----------------- |
| Ultratop 50 Fiandre                           | 33                |
| Ultratop 50 Vallonia                          | 33                |
| Mexico Ingles Airplay (Billboard)             | 15                |
| Schweizer Hitparade                           | 41                |
| UK Dance                                      | 12                |
| UK Singles                                    | 117               |
| US Dance/Electronic Digital Songs (Billboard) | 27                |